# Tổ chức chính trị
Tổ chức chính trị là bất kỳ tổ chức nào tham gia vào quá trình chính trị, bao gồm các đảng chính trị, các tổ chức phi chính phủ, các nhóm vận động và các nhóm lợi ích đặc biệt. Các tổ chức chính trị là những người tham gia vào các hoạt động chính trị (ví dụ: vận động hành lang, tổ chức cộng đồng, quảng cáo chiến dịch, v.v.) nhằm đạt được các mục tiêu chính trị được xác định rõ ràng, thường mang lại lợi ích cho các thành viên của họ.
Mặc dù các đảng là một loại tổ chức chính trị có thể tham gia vào một số hoặc tất cả các hoạt động đó, nhưng chúng khác biệt ở chỗ chúng thường tập trung vào việc hỗ trợ các ứng cử viên cho công sở, giành chiến thắng trong cuộc bầu cử và kiểm soát chính phủ.

## Các đảng chính trị
Loại hình tổ chức chính trị nổi tiếng nhất là đảng chính trị. Các đảng chính trị tham gia trực tiếp vào quá trình chính trị của các quốc gia có hệ thống đảng, trong đó có một số loại.
Một số loại phổ biến nhất là hệ thống đa đảng dân chủ, chế độ độc tài độc đảng và hệ thống lưỡng đảng.

### Hệ thống dân chủ
Trong các hệ thống đa đảng dân chủ như Ấn Độ, Pakistan, v.v., không có giới hạn về số lượng các đảng được phép hoạt động tại bất kỳ thời điểm nào. Theo các loại hệ thống này, mọi người có thể tự do tham gia vào quá trình chính trị cả thông qua bầu cử và bằng cách thành lập các đảng chính trị của riêng họ khi họ muốn.
Ví dụ về hệ thống đa đảng là:
- Bangladesh
- Canada
- Pháp
- Đức
- India
- Italy
- Pakistan
- South Africa
- Taiwan

### Hệ thống độc đảng
Trong các hệ thống độc đảng, một đảng chính trị thực hiện quyền kiểm soát chính phủ. Không giống như dưới các hệ thống khác, các hệ thống độc đảng không nhất thiết phải mở rộng các đặc quyền dân chủ cho công dân. Điều này có nghĩa là công dân ít có quyền được tham gia các chủ đề chính trị.
Ví dụ về hệ thống độc đảng là:
- Trung Quốc
- Cuba
- Laos
- North Korea
- Vietnam

### Hệ thống lưỡng đảng
Hệ thống lưỡng đảng tương tự như hệ thống đa đảng trong quyền lực đó không tập trung ở một bên và các bên phải xem xét ý kiến của công chúng để giữ quyền lực bằng cách giành chiến thắng trong các cuộc bầu cử. Hầu hết các hệ thống lưỡng đảng là hệ thống đa đảng về mặt kỹ thuật nhưng tất cả sức mạnh được tập trung hiệu quả giữa hai đảng hoặc các liên minh.
Ví dụ về hệ thống lưỡng đảng là:
- Australia
- Malta
- Nepal
- United Kingdom
- Hoa Kỳ

## Liên minh các đảng
Một loại hình tổ chức chính trị khác là liên minh các đảng. Một liên minh các đảng là một nhóm các đảng chính trị hoạt động cùng nhau trong quốc hội. Thông thường, các liên minh đảng được thành lập sau khi cuộc bầu cử diễn ra và rõ ràng không có đảng nào giành được đa số ghế trong quốc hội (ví dụ Chính phủ của Quốc hội AAP ở Delhi). Các liên minh khác được thành lập trước cuộc bầu cử và là các thỏa thuận có hiệu quả giữa hai hoặc nhiều đảng tham gia cùng nhau trong các cuộc bầu cử và theo đuổi các chương trình nghị sự tương tự (ví dụ Liên minh Dân chủ Quốc gia ở Ấn Độ và Liên minh Tự do/Quốc gia ở Úc).